# Sławomir Zdun
Sławomir Zdun (ur. 23 października 1974 w Ciechanowie, zm. 18 września 2020) – leśnik, poeta i prozaik, grafik. 
Mieszkał wraz z rodziną leśniczówce w Leśniczówce Kamionka w Ościsłowie pod Ciechanowem, pracował w Nadleśnictwie Ciechanów. Był autorem zbioru wierszy „Tropliwość” (2002) oraz powieści „Dezerterzy” (2007). Publikował w prasie (debiutował w 1992 r. na łamach "Tygodnika Ciechanowskiego"), almanachach poezji i innych wydawnictwach zbiorowych (Twórcy, drzewa ziemi naszej, Młodzieńczy oddech, Druga dekada) oraz w "Ciechanowskich Zeszytach Literackich".
Należał do Związku Literatów na Mazowszu (członek Komisji Rewizyjnej) i Stowarzyszenia Academia Europaea Sarbieviana. Był inicjatorem imprezy poetycko-muzycznej „Leśne Impresje”, które od 2011 r. organizował z żoną na zakończenie lata w ościsłowskich lasach. 
Zmarł nagle w wieku 46 lat. Spoczął na cmentarzu komunalnym w Glinojecku.